# デラウェア美術館
デラウェア美術館（Delaware Art Museum）はデラウェア州ウィルミントンにある美術館である。

## 沿革
1912年、ウィルミントン出身のハワード・パイルに敬意を表してWilmington Society of the Fine Artsが創設された。当初はパイルの未亡人から買い取った作品100点以上を所蔵していた。その後、サミュエル・バンクロフトによるラファエル前派コレクションの寄贈を受ける。
1972年にAmerican Association of Museumsからの認定を受け、デラウェア美術館と改名した。

## 施設
開園時間
博物館は毎日午前 10 時から午後 5 時まで開館しています。月曜日と火曜日を除く

## コレクション
19世紀、20世紀のアメリカ美術やイラストレーション、イギリスのラファエル前派の収集で知られている。

### ギャラリー

『レディ・リリス』ダンテ・ゲイブリエル・ロセッティ
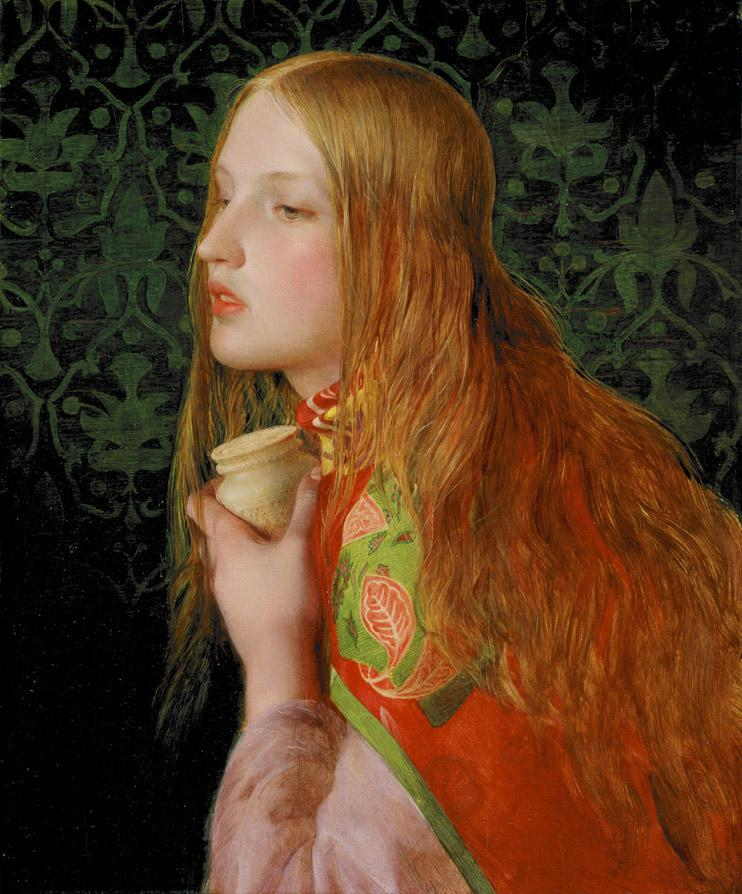
『マリア・マグダレネ』フレデリック・サンズ
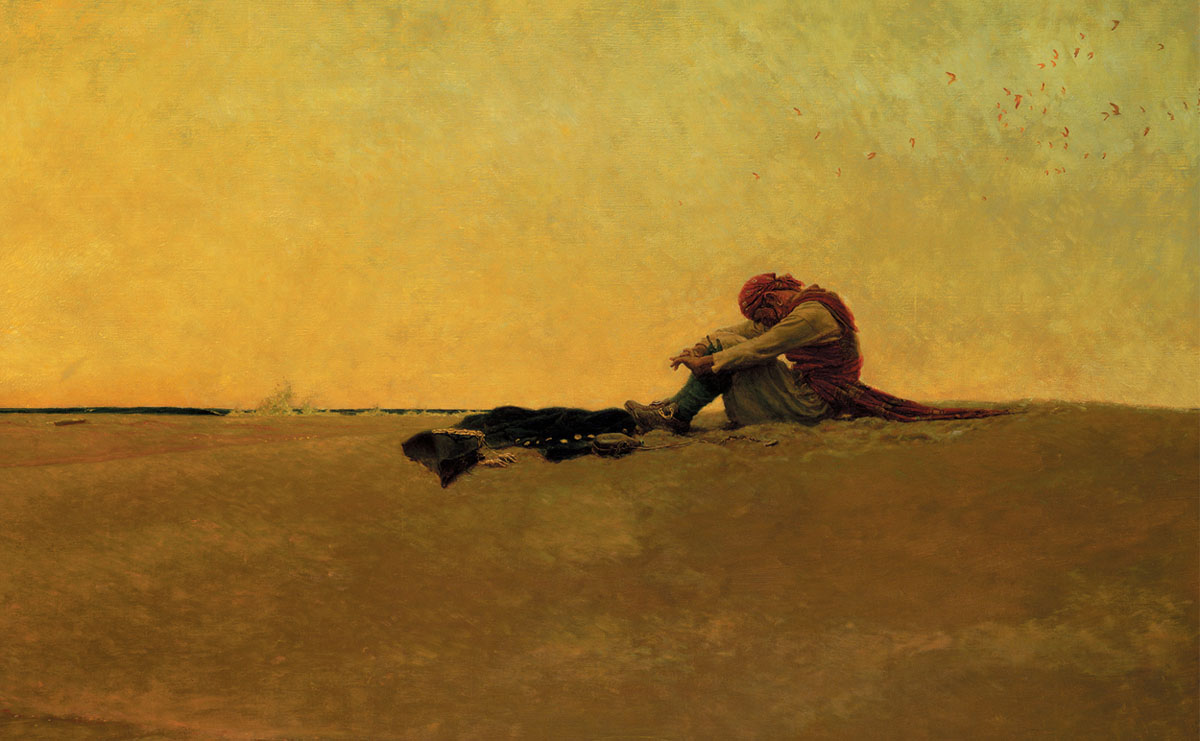
『置き去り』ハワード・パイル
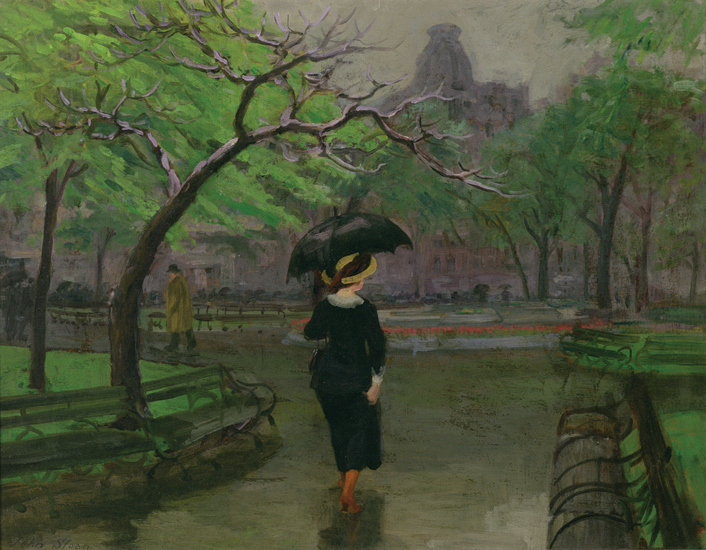
『春の雨』ジョン・スローン

## 参照
1. ↑  Soulsman; Rice, Betsy (2011年11月13日). “Art museum marks a century of culture”. The News Journal (Wilmington)
2. ↑  Holme, Charles; Eglinton, Guy; Boswell, Peyton; McCormick, William Bernard;; Whigham, Henry James (July 1916), The International Studio, 59 (233 ed.), New York: John Lane Company, p. LXXX
3. ↑  Sozansk, Edward J. (2011年11月20日). “Art: Delaware Art Museum show explores the versatility of Howard Pyle”. Philadelphia Inquirer 2011年11月22日閲覧。
4. ↑  “Delaware Art Museum” (2022年10月13日). 2022年11月7日閲覧。